# 二圣古庙
二圣古庙，位于中国广东省揭阳市市区磐东镇，为揭阳市的一个市、县级文物保护单位，类型为古建筑，公布时间为2005年。
二圣古庙的历史年代为清代。